# Sélection des fraisiers

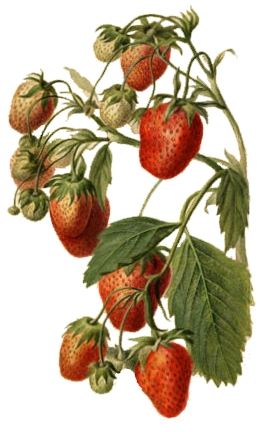
Illustration botanique, plant de fraisier (aquarelle) par Deborah Griscom Passmore (1890).

La sélection des fraisiers est un processus d'amélioration de la culture des fraisiers qui a commencé avec la sélection et la culture d'espèces européennes en Europe occidentale au XVe siècle, tandis qu'une découverte et une culture similaires avaient lieu au Chili. 
L'espèce de fraisiers la plus couramment cultivée, et qui produit les fraises les plus couramment consommées à l'époque moderne, est dérivée de l'hybridation de deux espèces, désignée par le nom scientifique de  Fragaria ×ananassa, mais il existe de nombreuses autres espèces de fraisiers, dont plusieurs sont cultivées dans une certaine mesure. Les espèces de fraisiers appartiennent à plusieurs types génétiques, selon leur nombre de chromosomes. Les producteurs de fraises ont utilisé de nombreuses techniques de sélection, en commençant par la sélection végétale traditionnelle, puis en passant à la sélection moléculaire et au génie génétique au XXe siècle.

## Histoire de la sélection des fraisiers

### Débuts de la sélection

#### Sélection en Europe avant le contact avec l'Amérique
En Europe, il existait trois principales espèces de fraisiers. Ce sont Fragaria vesca, Fragaria viridis et Fragaria moschata. Lorsque les espèces américaines ont été introduites, la plus couramment cultivée était Fragaria vesca.
- Fragaria vesca : cette espèce a une variété à fruits rouges. Elle est également connue sous le nom de « fraisier des bois ». F. sylvestris var. semperflorens est une variété de F. vesca. F. sylvestris var. semperflorens est inhabituel, car il est très remontant, ce qui signifie qu'il fleurit constamment et porte des fruits jusqu'aux premières gelées d'automne [1].

- Fragaria viridis : cette espèce est également connue sous le nom de « fraise verte ». Ses origines sont dans les Alpes. Une caractéristique unique de cette plante est qu'elle est remontante et fleurit et fructifie deux fois par an[1].

- Fragaria moschata : connue en Angleterre sous le nom de « fraise à saveur musquée » ou "Hautboy", cette espèce est réputée pour avoir de gros fruits au parfum légèrement musqué[1].

#### Sélection américaine avant le contact avec l'Europe
- Fragaria chiloensis : espèce cultivée par les Mapuches jusqu'en 1714. Des variétés modernes sont toujours produites à l'échelle locale au Chili et en Argentine.

#### France
L'origine des fraisiers modernes à gros fruits se trouve en France. En 1714, Fragaria chiloensis, espèce de fraisier à gros fruits particulièrement bons à manger, fut transportée d'Amérique du Sud en France par un espion français. Après son arrivée en France, cette variété a été croisée avec Fragaria virginiana, plante d'Amérique du Nord. Le produit de ce croisement est l'espèce Fragaria ×ananassa.
Antoine Nicolas Duchesne a joué un rôle important dans le développement des fraisiers en France comme dans le reste du monde. Il a découvert que les fraisiers peuvent être soit bisexués, soit unisexués. Il a également mené des expériences en croisant F. moschata et F. chiloensis. Le gros fruit qui en a résulté a permis à Duchesne de gagner les faveurs du roi Louis XV et lui a permis de continuer à étudier et créer sa catégorisation des dix « races » de fraisiers.

#### Angleterre
Le fraisier le plus couramment utilisé en Angleterre était Fragaria virginiana ou Scarlet Strawberry. Il était couramment utilisé en raison des exploitations anglaises présentes en Amérique du Nord, terre d'origine de F. virginiana. Le travail de sélection anglais était centré sur la création de nouvelles variétés de F. virginiana par hybridation avec F. chiloensis. La raison en était que F. chiloensis a des fruits de grande taille, d'une saveur agréable, mais une faible tolérance au climat de l'Angleterre. Les premiers croisements de F. virginiana x F. chiloensis sont dus aux deux obtenteurs les plus prospères d'Angleterre : Andrew Knight et Michael Keens.
Avant d'être l'un des membres fondateurs de la Royal Horticulture Society en 1804, Thomas Andrew Knight refusait généralement de lire tout type d'article concernant les thèmes de ses recherches ou de publier ses propres découvertes. Cependant, il est finalement devenu membre de la communauté académique et l'Angleterre en a grandement bénéficié. Son travail portait principalement sur différents types de plants de F. virginiana x F. chiloensis. Bien qu'il ait créé de nombreuses variétés avec succès lors de son expérience de sélection de 1817, il s'est trompé lorsqu'il croyait que touts les fraisiers à gros fruits interfertiles appartenaient à la même espèce.
Michael Keens était beaucoup moins méthodique que Knight. Il a créé une variété extrêmement populaire qui a été louée pour la grande taille de ses fruits et leur remarquable saveur jusqu'au XXe siècle.

### Sélection moderne
À l'époque moderne, la sélection des fraisiers est une science et un art délicat. Son objectif est de produire des variétés capables de répondre à la demande mondiale de fruits en surmontant les conditions défavorables et les maladies.

#### États-Unis
En 1920, un grand changement s'est produit dans la sélection des fraisiers. Elle a cessé d'être une entreprise personnelle en grande partie privée et est devenue une affaire gouvernementale lorsque le ministère de l'Agriculture des États-Unis a commencé à financer la sélection des fraisiers.
Le Plant Patent Act de 1930 a donné aux obtenteurs de plantes le même statut que celui que les inventeurs en mécanique et en chimie avaient en vertu du droit des brevets. 
Les premiers objectifs des stations de sélection étaient de créer de nouvelles variétés pour mieux satisfaire la demande américaine de variétés de fraises adaptées pour le dessert, la mise en conserve et la congélation. À la fin des années 1930 et 1940, la résistance aux maladies est devenue un objectif de la sélection, en particulier la maladie de la stèle rouge du fraisier. Les objectifs du travail fédéral de 1937 comprenaient des objectifs d'amélioration de la résistance à la maladie et d'amélioration de la tolérance aux jours longs et courts ainsi qu'à des températures élevées et basses.

#### Royaume-Uni
Dans les années 1950, de nombreuses variétés américaines étaient utilisées en Grande-Bretagne comme F. vesca x F. chiloensis. Au milieu des années 1950, des variétés résistantes à la maladie de la stèle rouge du fraisier ont été commercialisées.

#### France
Contrairement aux cas de la Grande-Bretagne et des États-Unis, en France, la sélection des fraisiers est restée une activité largement privée au début du XXe siècle. Cela a permis aux sélectionneurs privés de suivre leur propre curiosité et de travailler avec des plantes atypiques pour l'époque. Un exemple notable est celui de Charles Simmen sur des fraisiers toujours en production.

#### Sélection financée par le secteur privé

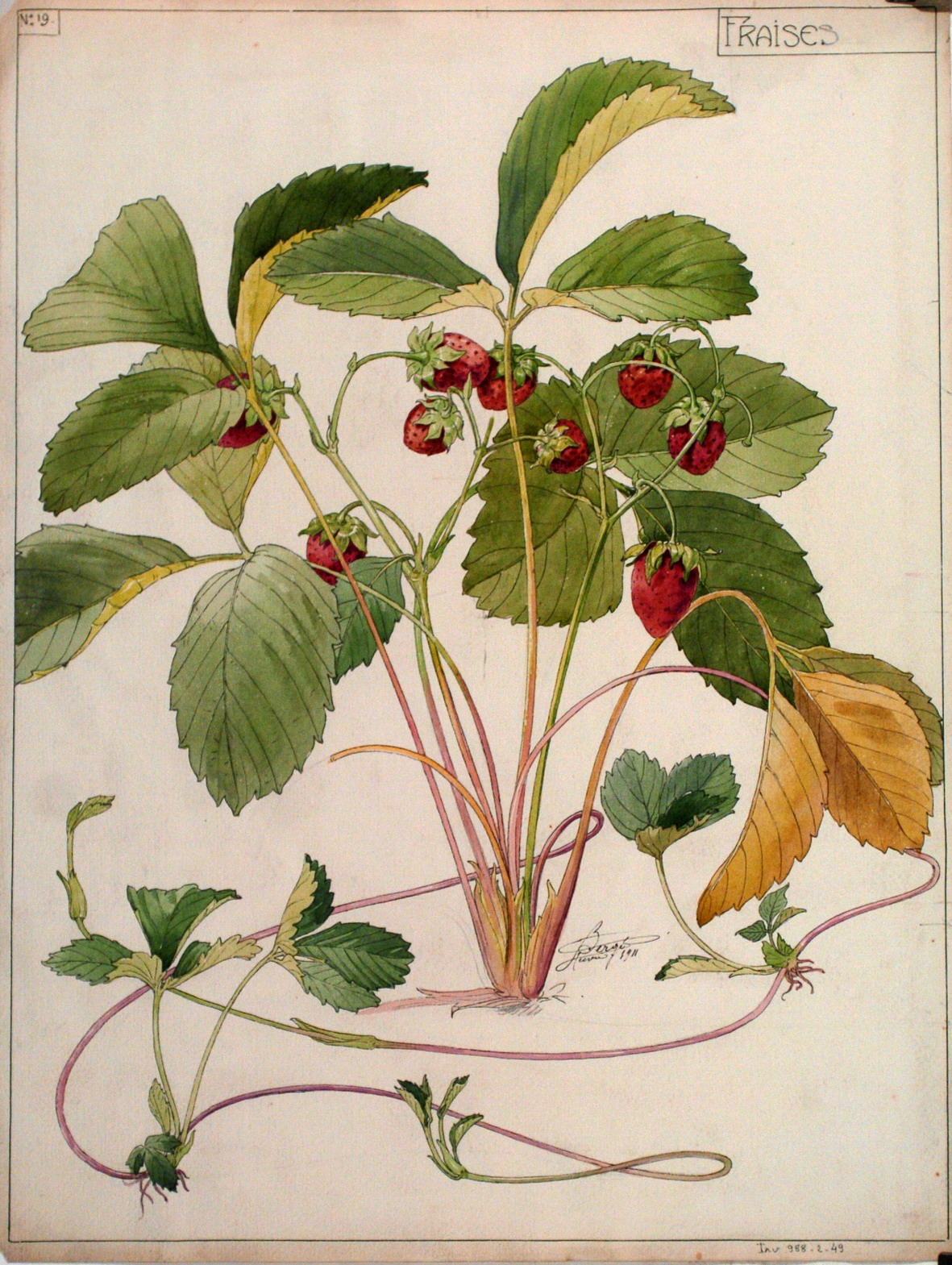
Fraisier, 1911, Henri Bergé, Musée de l'École de Nancy.

Dans le cadre de la recherche et développement, de nombreuses entreprises agricoles ont jugé bon d'investir dans la création de leurs propres variétés.

## Génétique des fraisiers
Les espèces du genre Fragaria, les fraisiers, se caractérisent par un nombre variable de chromosomes, variant de 14 à 70. Le nombre chromosomique de base est x = 7. Les espèces diploïdes (2 jeux de chromosomes) sont les plus nombreuses, mais certaines espèces sont jusqu'à octoploïdes et même décaploïdes.
Les fraisiers cultivés, (Fragaria ×ananassa nothosubsp. ananassa) sont octoploïdes (2n = 8x = 56) et s'hybrident d'abord avec des espèces américaines elles-mêmes octoploïdes, Fragaria chiloensis subsp. chiloensis f. chiloensis × Fragaria virginiana subsp. virginiana.
Les fraisiers sauvages présentent plusieurs niveaux de ploïdie : diploïde (2n = 2x = 14), tétraploïde (2n = 4x = 28), pentaploïde (2n = 5x = 35), hexaploïde (2n = 6x = 42), octoploïde (2n = 8x = 56), nonaploïde (2n = 9x = 63) et décaploïde (2n = 10x = 70),
Des chercheurs ont réussi à obtenir et à cultiver des plantes artificielles triploïdes (2n = 3x = 21), tétraploïdes, pentaploïdes, octoploïdes, décaploïdes (2n = 10x = 70), 16-ploïdes et 32-ploïdes.
| Ploïdie     | Chromosomes   | Espèces                | Origine                                                                      |
| ----------- | ------------- | ---------------------- | ---------------------------------------------------------------------------- |
| Diploïde    | 2n = 2x = 14  | Fragaria bucharica     | Himalaya                                                                     |
| Diploïde    | 2n = 2x = 14  | Fragaria chinensis     | Chine                                                                        |
| Diploïde    | 2n = 2x = 14  | Fragaria daltoniana    | Asie, Himalaya                                                               |
| Diploïde    | 2n = 2x = 14  | Fragaria hayatai       | Chine                                                                        |
| Diploïde    | 2n = 2x = 14  | Fragaria iinumae       | Japon, Extrême-Orient russe                                                  |
| Diploïde    | 2n = 2x = 14  | Fragaria nilgerrensis  | Asie du Sud                                                                  |
| Diploïde    | 2n = 2x = 14  | Fragaria nipponica     | Japon                                                                        |
| Diploïde    | 2n = 2x = 14  | Fragaria nubicola      | Asie du Sud, Chine                                                           |
| Diploïde    | 2n = 2x = 14  | Fragaria vesca         | Europe, Amérique du Nord, Asie, Afrique du Nord, montagnes d'Amérique du Sud |
| Diploïde    | 2n = 2x = 14  | Fragaria viridis       | Europe centrale, Chine                                                       |
| Diploïde    | 2n = 2x = 14  | Fragaria pentaphylla   | Chine                                                                        |
| Diploïde    | 2n = 2x = 14  | Fragaria mandschurica  | Chine                                                                        |
| Diploïde    | 2n = 2x = 14  | Fragaria yezoensis     | Asie du Nord-Est                                                             |
| Tétraploïde | 2n = 4x = 28  | Fragaria moupinensis   | Asie du Centre-Est                                                           |
| Tétraploïde | 2n = 4x = 28  | Fragaria orientalis    | Asie du Nord-Est                                                             |
| Tétraploïde | 2n = 4x = 28  | Fragaria corymbosa     | Chine                                                                        |
| Tétraploïde | 2n = 4x = 28  | Fragaria gracilis      | Chine                                                                        |
| Tétraploïde | 2n = 4x = 28  | Fragaria tibetica      | Chine                                                                        |
| Pentaploïde | 2n = 5x = 35  | Fragaria ×bringhurstii | États-Unis (croisement naturel Fragaria vesca × Fragaria chiloensis)         |
| Hexaploïde  | 2n = 6x = 42  | Fragaria moschata      | Europe centrale                                                              |
| Octoploïde  | 2n = 8x = 56  | Fragaria chiloensis    | Sud du Chili, Hawaï                                                          |
| Octoploïde  | 2n = 8x = 56  | Fragaria ovalis        | Nord-Ouest de l'Amérique                                                     |
| Octoploïde  | 2n = 8x = 56  | Fragaria virginiana    | Nord-Est de l'Amérique                                                       |
| Décaploïde  | 2n = 10x = 70 | Fragaria cascadensis   | États-Unis                                                                   |
| Décaploïde  | 2n = 10x = 70 | Fragaria iturupensis   | îles Kouriles                                                                |

## Techniques de sélection

### Sélection traditionnelle
La sélection traditionnelle fait appel à tout processus permettant à certaines plantes choisies en fonction de caractéristiques favorables de se reproduire avec d'autres plantes. En termes simples, la sélection traditionnelle prend des plantes aux caractéristiques favorables et les hybride. Ensuite, les descendants sont cultivés et ceux qui présentent les meilleurs traits sont conservés pour la génération suivante. Cette méthode a été la manière traditionnelle de modifier les organismes. Ce n'est qu'au XXe siècle que les chercheurs ont pu influencer les génotypes d'organismes d'une autre manière.
Exemple de variété créée par Andrew Knight : 'Downton' est une variété à succès créée par Andrew Knight à la suite de son expérience de sélection de 1817. Cette variété avait pour parent femelle une plante cultivée à partir de graines provenant directement d'Amérique (probablement F. Virginiana) et pour parent mâle la variété 'Old Black', dont l'origine est incertaine. Cette variété a été créée par pollinisation et non par manipulation directe des gènes de la plante.

### Sélection moléculaire
La sélection moléculaire est l'application d'outils de biologie moléculaire dans un programme de sélection. 

### Ingénierie génétique
Le génie génétique est généralement défini comme l'intégration de gènes non natifs à un organisme. 
Un remarquable exemple de modification transgénique est le cas des fraisiers résistants au froid. Dans une variété de fraisiers particulière, on a introduit des gènes de la plie arctique, espèce de poissons vivants dans des eaux très froides, pour donner aux plantes une résistance au froid.
Cette modification fonctionne en raison de la génétique de la plie arctique. Cette espèce vit dans des eaux où d'autres poissons seraient anéantis par le froid tandis qu'elle y survit grâce à un gène spécial qui lui permet de produire une sorte d'antigel. Ce gène est introduit dans une bactérie qui est pulvérisée sur le fraisier sous des températures de congélation, ce qui lui permet également de résister au froid. La fraise est ensuite débarrassée des bactéries.